# Virginia Slims of Indianapolis 1972
Virginia Slims of Indianapolis 1972  — жіночий тенісний турнір, що проходив на закритих кортах з килимовим покриттям Indiana State Fairgrounds Coliseum в Індіанаполісі (США). Належав до Virginia Slims Circuit 1972. Турнір відбувся вперше і тривав з 3 до 6 травня 1972 року. Кваліфікаційні змагання до одиночного розряду відбулись 1 і 2 травня 1972 в Indianapolis Racquet Club. Перша сіяна Біллі Джин Кінг здобула титул в одиночному розряді й отримала за це 4 тис. доларів США.

## Фінальна частина

### Одиночний розряд
Біллі Джин Кінг —  Ненсі Гюнтер 6–3, 6–3

### Парний розряд
Розмарі Касалс /  Карен Крантцке —  Джуді Далтон /  Франсуаза Дюрр 6–3, 6–2

## Розподіл призових грошей
| Дисципліна       | П      | F      | 3-тє   | 4-те   | ЧФ   | 1/8  |
| Одиночний розряд | $4,000 | $2,600 | $1,800 | $1,500 | $750 | $400 |